# I segreti del settimo piano
I segreti del settimo piano (Séptimo) è un film argentino del 2013 diretto da Patxi Amezcua. È ambientato a Buenos Aires e ha come protagonista l’attore Ricardo Darín.

## Trama
Uscendo di casa, i bambini prendono le scale mentre il padre l'ascensore; quando l'ascensore arriva al pianterreno, il padre constata la scomparsa dei bambini; disperato, inizia a cercarli pensando che siano stati rapiti.